# Pequeno Higgs
Na física das partículas, Pequeno Higgs é uma versão refinada do bóson de Higgs (bosão de Higgs), baseada na ideia que o bóson de Higgs é um bóson Pseudo-Goldstone aparecido de algumas simetrias globais, quebrando numa escala de energia TeV. O principal objetivo de teorias do Pequeno Higgs foi para ter o mecanismo de Higgs como o resultado da força dinâmica nos píons em QCD. A ideia foi, inicialmente, estudada por Nima Arkani-Hamed, Andy Cohen e Howard Georgi, na primavera de 2001. A ideia foi explorada de forma avançada nos papéis científicos por Nima Arkani-Hamed, Andy Cohen, Thomas Gregoire e Jay Wacker, na primavera de 2002. Na primavera de 2002, vários papéis científicos surgiram e refinaram as ideias das teorias do Pequeno Higgs, a maioria notaram a partícula Higgs Menor por Nima Arkani-Hamed, Andy Cohen, Emmanuel Katz e Ann Nelson.
As teorias do Pequeno Higgs foram um efeito da desconstrução dimensional. Nessas teorias, o grupo padrão tem a forma de um produto direto de várias cópias do mesmo fator, por exemplo: {\displaystyle SU(2)\times SU(2)}. Cada fator {\displaystyle SU(2)} talvez seja visualizado como o grupo SU(2) em um ponto particular junto com uma dimensão espacial adicional. Consequentemente, muitas virtudes das teorias de dimensões extras podem ser reproduzidas igualmente através da teoria do Pequeno Higgs. Os modelos do Pequeno Higgs são aptos para predizer uma partícula de Higgs naturalmente-luz.

## Papéis publicados
- Pequeno Higgs no arxiv.org